# Alfabet albański
Alfabet albański – alfabet oparty na alfabecie łacińskim, służący do zapisu języka albańskiego. Składa się z następujących liter:
A B C Ç D Dh E Ë F G Gj H I J K L Ll M N Nj O P Q R Rr S Sh T Th U V X Xh Y Z Zh